# Оттигер, Северин
Северин Оттигер (нем. Severin Ottiger; род. 20 апреля 2003, Зурзе, Швейцария) — швейцарский футболист, выступающий на позиции правого защитника в клубе «Люцерн».

## Клубная карьера
Оттигер — воспитанник клуба «Эйх», в 2016 году перешедший в академию «Люцерна».
В июле 2021 года футболист был переведён в основную команду «Люцерна». Северин дебютировал на профессиональном уровне в матче швейцарской Суперлиги 18 декабря 2021 года, выйдя на замену против «Серветта», матч завершился победой его команды со счётом 2:0.
28 апреля 2023 года Оттигер продлил свой контракт с «Люцерном» до 2027 года.

## Национальная сборная
Старт за национальную сборную Швейцарии до 16 лет у Северина Оттигера состоялся 14 мая 2019 года, дебютировав в товарищеском матче против Грузии.
Первый же официальный матч у футболиста состоялся 27 октября 2019 года, в квалификации к чемпионату Европы юношей до 17 лет. В матче с Сан-Марино, который окончился «разгромной» победой со счётом 7:0. Сам Оттигер в этом матче вышел на замену на последние минуты встречи.